# Émile Laure

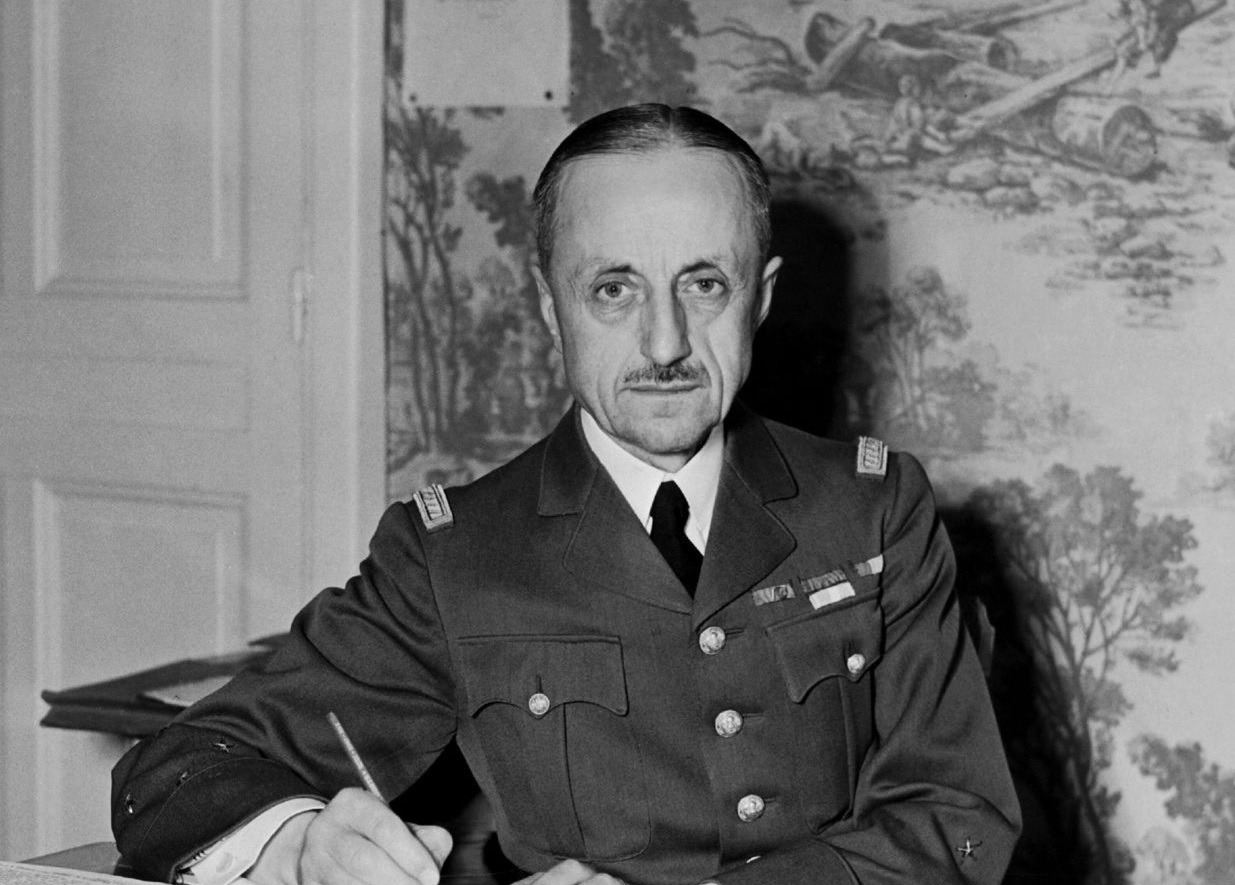
Émile Laure (1940)

Auguste Marie Émile Laure (* 3. Juni 1881 in Apt, Département Vaucluse; † 3. Juli 1957 in Hyères, Département Var) war ein französischer Offizier, der unter anderem als General im Zweiten Weltkrieg 1940 Befehlshaber der 8e armée sowie während des autoritären Vichy-Regimes zwischen 1940 und 1942 Generalsekretär des Kabinetts von Staatschef Marschall Philippe Pétain war.

## Leben
Auguste Marie Émile Laure, Sohn des Ingenieurs für Kunst und Manufaktur Jacques Ernest Laure (1844–1903) und von Marguerite Marie Louise Duval (1853–1885), begann 1899 eine Offiziersausbildung an der Militärschule Saint-Cyr, die er 1901 als Angehöriger der Promotion „d’In Salah“ abschloss. In der Folgezeit fand er zahlreiche Verwendungen als Offizier der Gebirgsjäger (Chasseurs alpins) und war zwischen 1906 und 1908 Absolvent der Höheren Kriegsschule (École supérieure de guerre). Er nahm am Ersten Weltkrieg teil und war zuletzt zwischen 1917 und 1919 Offizier in dem für Operationsplanung zuständigen 3. Büro des Großen Hauptquartiers GQG (Grand Quartier Général). Für seine Verdienst wurde er am 9. Oktober 1914 Ritter der Ehrenlegion und zudem mit dem Croix de guerre 1914–1918 mit Palme ausgezeichnet.
In der Zwischenkriegszeit wurde Laure im Juni 1920 Offizier der Ehrenlegion und am 25. Dezember 1922 zum Oberstleutnant (Lieutenant-Colonel) befördert. Er war zwischen dem 20. Februar 1926 und März 1928 Kabinettschef des Generalinspektorats des Heeres (Armée de terre) und nach seiner am 20. Februar 1928 erfolgten Beförderung zum Oberst (Colonel) von März 1928 bis 1931 Kommandeur der in Nizza stationierten 6. Gebirgsjäger-Halbbrigade (6ème demi-brigade de chasseurs alpins). Nach dem Besuch des Zentrums für höhere Militärstudien CHEM (Centre des hautes études militaires) fungierte er zwischen dem 4. April 1931 und dem 10. Februar 1934 als Generalinspekteur der Heeresflugabwehr (inspecteur général de la défense aérienne du territoire) und wurde in dieser Verwendung am 31. Juli 1932 zum Brigadegeneral (Général de brigade) befördert. Am 10. Februar 1934 wurde er Chef des Militärkabinetts von Kriegsminister Marschall Philippe Pétain und bekleidete dieses Amt vom 8. November 1934 bis zum 8. Mai 1935 unter Kriegsminister General Louis Maurin. Im Anschluss wurde er am 8. Mai 1935 als Nachfolger von General André Corap Befehlshaber der in Französisch-Algerien stationierten Division d’Alger und behielt dieses Kommando bis zu seiner Ablösung durch General Paul Beynet am 24. Januar 1938, wobei er in dieser Verwendung am 16. Dezember 1935 zum Generalmajor (Général de division) befördert wurde. Am 30. Juni 1937 wurde er ferner Kommandeur der Ehrenlegion. Er war er vom 24. Januar 1938 bis zum 2. September 1939 Befehlshaber der 9. Militärregion in Tours und erhielt als solcher am 28. Januar 1938 seine Beförderung zum Generalleutnant (Général de corps d’armée).

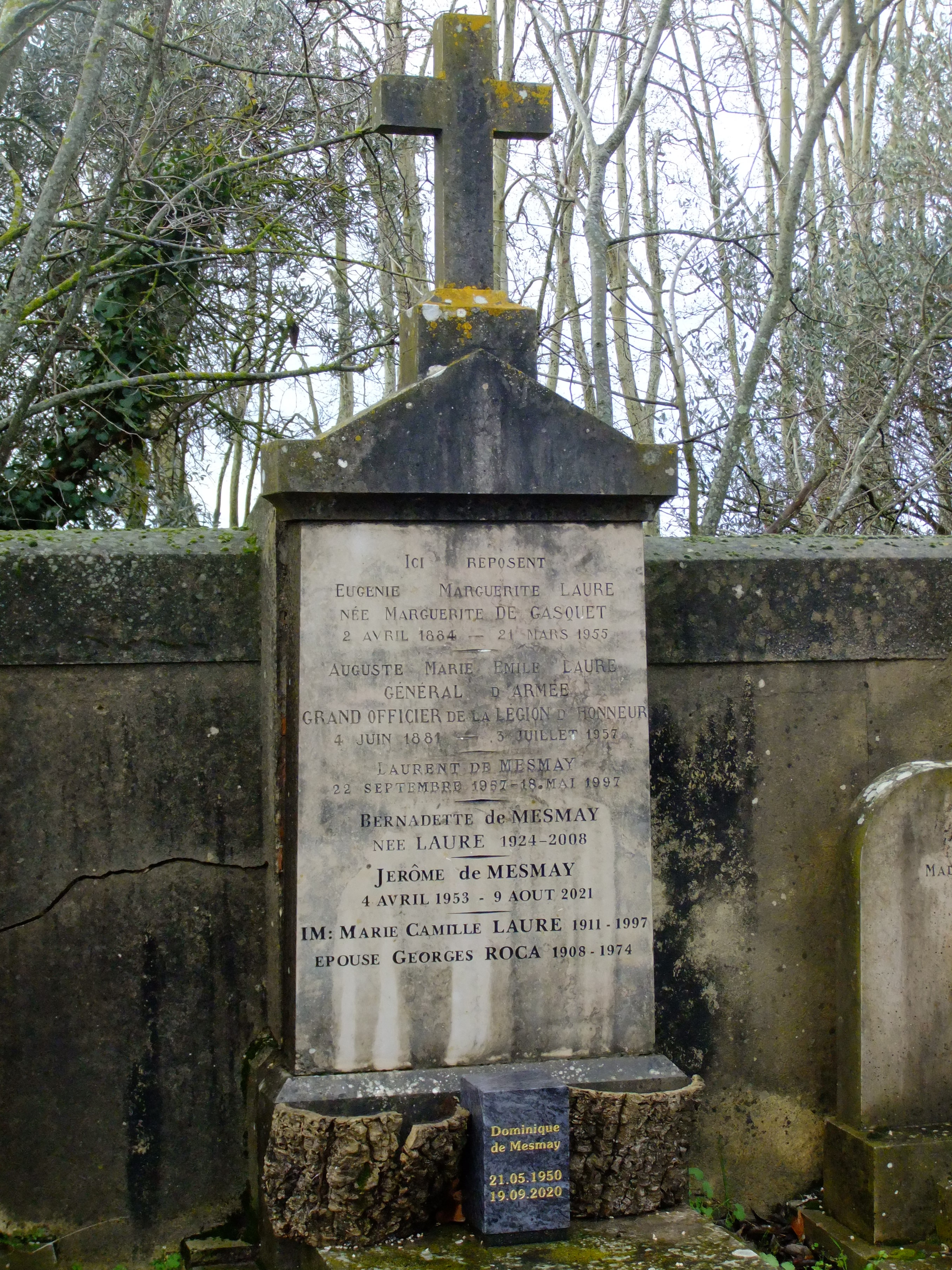
Grabstätte von Émile Laure auf dem Friedhof Sauvebonne in Hyères.

Zu Beginn des Zweiten Weltkrieges wurde Émile Laure am 2. September 1939 Kommandierender General des wieder aufgestellten IX. Korps (9e corps darmée) und hatte dieses Kommando bis zum 21. Mai 1940 inne, woraufhin General Marcel Ihler ihn ablöste. Im Anschluss übernahm er von General Marcel Garchery Befehlshaber der 8. Armee (8e armée) und geriet als solcher am 23. Juni 1940 in deutsche Kriegsgefangenschaft, aus der er am 31. Oktober 1940 entlassen wurde. Während des autoritären Vichy-Regimes wurde er am 17. November 1940 Generalsekretär des Kabinetts von Staatschef Marschall Philippe Pétain und bekleidete dieses Amt bis zum 19. April 1942. Er wurde am 15. Dezember 1940 zum General (Général d’armée) befördert und trat am 1. September 1942 in den Ruhestand. Als Nachfolger von Xavier Vallat wurde er im Dezember 1940 außerdem Generalsekretär der Veteranenorganisation Légion française des combattants (LFC). Am 24. Dezember 1943 wurde er von der deutschen Geheimen Staatspolizei (Gestapo) verhaftet und befand sich bis zum 4. Mai 1945 abermals in deutscher Gefangenschaft. Nach der Befreiung (La Libération) wurde er von französischen erneut verhaftet und von der Commission d’Épuration vor Gericht gestellt, allerdings im Juli 1948 freigesprochen.
Aus seiner am 27. Oktober 1908 geschlossenen Ehe mit Marguerite De Gasquet (1884–1955), Tochter von Oberstleutnant Pierre Paul De Gasquet (1855–1929) und Emilie Marie Bigillion (1859–1885) gingen die zwei Töchter Thérèse Marie Camille Laure (1911–?) und Bernadette Laure (* 1924) sowie die beiden Söhne, der spätere Brigadegeneral René Laure (1912–2004) und der spätere Vizeadmiral Henri Laure (1914–2000) hervor.

## Veröffentlichungen
- Au 3e Bureau du troisième GQG (1917–1919), Pseudonym Henri-René, Plon, Paris 1921
- Pétain. Biographie du maréchal jusqu’à la capitulation, Berger-Levrault, 1942